# الوحدة 900
الوحدة 900 هي فرقة متخصصة داخل منظمة حزب الله السياسية الشيعية اللبنانية، وتلعب دورًا رئيسيًا في الحفاظ على السرية العملياتية والانضباط الداخلي للمنظمة. ويُعتقد أنها تعمل كجزء من هيكل الأمن الداخلي والاستخبارات المضادة لحزب الله. كان قائد الوحدة هو خضر يوسف نادر المعروف أيضًا باسم عز الدين، والذي أشرف سابقًا على الأمن الشخصي للأمين العام الأسبق لحزب الله، حسن نصر الله .

## ملخص
يشار إلى الوحدة 900 عادة باسم "وحدة الأمن". وتتمثل مهمتها الأساسية في مراقبة ولاء وسلوك أعضاء حزب الله والتابعين له، وضمان الالتزام بالسياسات التنظيمية والمبادئ الإيديولوجية للحزب. وتتولى الوحدة مهمة تحديد التهديدات الداخلية وتحييدها، مثل التسللات المحتملة من قبل وكالات الاستخبارات الأجنبية أو المعارضة داخل صفوف المجموعة. وتتضمن أنشطة الوحدة مراقبة المؤسسات اللبنانية الحكومية وغير الحكومية، مثل الجامعات والمدارس والمسارح والقنوات الإعلامية والمطارات والموانئ البحرية والبنوك الخاصة والشركات التجارية. وهذا يجعل الوحدة 900 مكونًا أساسيًا لجهاز الأمن الشامل لحزب الله. وفي عام 2024، ارتبطت الوحدة بمحاولات اغتيال دونالد ترامب، بينما كان هدف آخر وفقًا لمكتب التحقيقات الفيدرالي هو الصحفية والناشطة الإيرانية معصومة "مسيح" علي نجاد.

## المسؤوليات
وتشمل مسؤوليات الوحدة ما يلي:
- مكافحة التجسس: مراقبة وكشف محاولات التسلل من قبل جهات خارجية، مثل وكالات الاستخبارات الإسرائيلية أو الغربية.[6]
- الأمن الداخلي: التأكد من امتثال الأعضاء لقواعد السلوك الصارمة لحزب الله والمبادئ التوجيهية التنظيمية. ويتضمن ذلك مراقبة الأعضاء وأنشطتهم لمنع الخيانة أو انتهاك البروتوكول.[1]
- السرية التشغيلية: الحفاظ على سرية عمليات حزب الله من خلال منع التسريبات وضمان بقاء المعلومات الحساسة مقتصرة على الأفراد المصرح لهم بذلك. [1]

## الهيكل والقيادة
ونظراً للطبيعة السرية لحزب الله، فإن القليل من المعلومات معروفة للعامة عن الهيكل المحدد أو القيادة الخاصة بالوحدة 900. ومع ذلك، كان من المعروف أن زعيمها هو خضر يوسف نادر – "عز الدين". ويُفترض أنه يقدم تقاريره مباشرة إلى القيادة العليا لحزب الله، مما يعكس أهمية مهمته داخل المنظمة. من المرجح أن تتكون الوحدة من أفراد موثوق بهم للغاية ولديهم خبرة كبيرة في العمل الأمني والاستخباراتي.

## الأنشطة البارزة
ورغم أن التفاصيل حول عمليات الوحدة 900 نادرة، فكان يعتقد أنها لعبت دورا محوريا في الكشف عن الجواسيس والمخبرين داخل حزب الله. وتشير التقارير إلى أن الوحدة نجحت في مواجهة العمليات الاستخباراتية الإسرائيلية التي تستهدف قيادة حزب الله وقدراته العسكرية. ويقال إن الوحدة 900 شاركت أيضًا في مراقبة الشبكات المالية واللوجستية للمنظمة لمنع إساءة الاستخدام أو الاستغلال.  